# Marathon van Praag 1997
De marathon van Praag 1997 werd gelopen op zondag 25 mei 1997. Het was de derde editie van de marathon van Praag. De Keniaan John Kagwe was bij de mannen het sterkst in 2:09.07. De Wit-Russische Elena Vinitskaya won net als het jaar ervoor bij de vrouwen in 2:32.58.
In totaal finishten 1642 marathonlopers, waarvan 172 vrouwen.

## Uitslagen

### Mannen
| rang   | naam               | land | tijd    |
| ------ | ------------------ | ---- | ------- |
| Goud   | John Kagwe         | KEN  | 2:09.07 |
| Zilver | Jackson Kipngok    | KEN  | 2:09.11 |
| Brons  | Leonid Shvetsov    | RUS  | 2:09.16 |
| 4      | Igor Konyshev      | RUS  | 2:10.53 |
| 5      | Joseph Cheromei    | KEN  | 2:11.44 |
| 6      | Moges Taye         | ETH  | 2:12.04 |
| 7      | Sid-Ali Sakhri     | ALG  | 2:12.10 |
| 8      | Karel David        | CZE  | 2:13.48 |
| 9      | Andrzej Krzyscin   | POL  | 2:15.36 |
| 10     | Pavel Kryška       | CZE  | 2:16.23 |
| 11     | William Musyoki    | KEN  | 2:17.30 |
| 12     | Philip Chirchir    | KEN  | 2:17.31 |
| 13     | Petr Novák         | CZE  | 2:17.34 |
| 14     | Francis Kamau      | KEN  | 2:18.12 |
| 15     | Vlastimil Bukovjan | CZE  | 2:18.18 |
| 18     | Ondřej Němec       | CZE  | 2:24.08 |
| 19     | Alexander Neuwirth | CZE  | 2:24.40 |
| 20     | Petr Bukovjan      | CZE  | 2:25.48 |

### Vrouwen
| rang   | naam               | land | tijd    |
| ------ | ------------------ | ---- | ------- |
| Goud   | Elena Vinitskaya   | BLR  | 2:32.58 |
| Zilver | Svetlana Tkach     | MDA  | 2:34.09 |
| Brons  | Rimma Dubovik      | UKR  | 2:34.49 |
| 4      | Adriana Barbu      | ROU  | 2:36.33 |
| 5      | Dana Hajna         | CZE  | 2:40.44 |
| 6      | Guzel Tazetdinova  | RUS  | 2:43.13 |
| 7      | Marinella Currelli | ITA  | 2:47.18 |
| 8      | Sari Koivu         | FIN  | 2:50.44 |
| 9      | Edit Bérces        | HUN  | 2:52.51 |
| 10     | Tatjana Maslova    | RUS  | 2:56.48 |

1995 ·
1996 ·
1997 ·
1998 ·
1999 ·
2000 ·
2001 ·
2002 ·
2003 ·
2004 ·
2005 ·
2006 ·
2007 ·
2008 ·
2009 ·
2010 ·
2011 ·
2012 ·
2013 ·
2014 ·
2015 ·
2016 ·
2017